# Edward Creasy
Edward Creasy (1812 - 1878) és un escriptor anglès i professor universitari d'història. La seva obra més coneguda és Quinze batalles decisives, on resumeix els enfrontaments militars que més han influït al món.